# 他國眾
他國眾（羅馬字：Takokushū）是指被戰國大名承認持有在領國內除了大名家本據以外的家臣，或者是戰國大名直轄支配地以外的其他國的勢力地的國眾（國人）。
戰國大名一面積極地進行國外經略來擴大領國，被征服的在地領主（國眾）臣從於大名家並成為直臣而加入家臣團。他國眾與在大名家中構成並在本國持有知行地的譜代家臣不同，他國眾是在他自身本國持有知行地的有力國眾，與持有少數知行地的有力家臣構成的同心眾等小規模組織亦有不同，由於他國眾的知行地會隨著領國擴大而增加，並處於其他國的最前線，因此他國眾被視為相當重要。
他國眾從屬於大名家的例子相當多，從屬的原因可以是因為斡旋而積極地臣從、在合戰後降伏、以及為了回復舊領而臣從等，在出仕之際會通過取次役（仲介人）來提交知行安堵（確保領地）等事的起請文，並向本國交出妻子等人質。
一般來說他國眾會以地域名來冠以「～衆」。「他國眾」的稱呼是在相模國的後北條氏等勢力使用，甲斐國的武田氏會稱之為「先方眾」。